# Thomas (movimento)

Solo

O Thomas é um giro realizado no solo. Apoiado com as mãos, o ginasta forma um círculo em movimento lançando as pernas ao ar. Porém, sem perder a postura das mesmas, sempre retas e com a mesma abertura.
Executado pela primeira vez pelo ginasta L.J. Larson, natural do Arizona, o movimento fora erroneamente associado ao nome de Kurt[carece de fontes?].

## História
Kurt Thomas, (29 de março de 1956 em Miami, Flórida – Estados Unidos) é um ex-ginasta norte-americano, tricampeão do mundo, três vezes vice-campeão do mundo e medalha de bronze em 1978 e 1979.
Kurt entrou para a equipe nacional americana em 1976 para disputar os Jogos Olímpicos de Montreal, no qual executou pela primeira vez o movimento que levou seu nome. Em seguida, ele se tornou o primeiro americano a ganhar um Campeonato Mundial, em 1978. Esperado como o favorito nos Jogos Olímpicos de Moscou em 1980, Thomas não participou, pois o governo americano boicotou esta edição olímpica.
Em 1985, ele foi a estrela do filme Gymcata interpretando um atleta enviado pelo governo americano a uma competição mortal chamada “The game”. O filme ainda é a lembrança de um célebre achado. Em 1996, Thomas casou-se com Rebecca Jones, uma dançarina e tiveram dois filhos. Em 2003, Thomas foi inserido no International Gymnastics Hall of Fame e atualmente a sua esposa dá aulas no Kurt Thomas Gymnastics Training Center em Frisco no Texas.

## Análises

### Descritiva
Este elemento, regularmente utilizado no solo para as séries em base de círculos rente ao tablado, teve sua origem como um movimento do cavalo com alças. Ele é uma espécie de  derivado do círculo. Trata-se de separar as pernas em vista de obter uma forma de “cúpula”. As pernas não devem se cruzar, portanto é preciso manter uma considerável separação das mesmas.

### Técnica
O ginasta deve trabalhar sobre duas principais posições:
- Em passagem para trás, a posição de tábua com as pernas separadas.
- Em passagem para frente: bacia em abertura, pernas separadas.

Portanto, o trabalho de fortalecimento técnico resulta destas duas posições de base. Na instrução e na correção técnica, o ginasta deve se esforçar para:
Não modificar a qualidade de seu círculo com pernas fechadas e deve unicamente empregar uma modificação na sua saída de pernas. Na realidade, a maioria dos ginastas tenta compensar a falta da qualidade do círculo de base com uma saída de pernas de boa qualidade - esticadas.
A posição de partida é a que o ginasta deve baixar sua bacia e tentar dar o impulso abrindo as pernas com passagem para frente. Para esta, e na suposição de que o ginasta circula no sentido horário, sua perna direita deve efetuar um longo trajeto o levando na sua posição de bloqueio sobre o lado direito. A primeira passagem a frente constitui uma etapa importante no aprendizado e no domínio do gesto. Efetivamente seguindo a qualidade de seu engajamento inicial, o ginasta deve se estabelecer desde esta primeira passagem à posição ideal das pernas abertas (quase 180º) e a bacia em abertura. Em seguida, a harmonia entre os movimentos das pernas e dos braços, permite manter o giro em abertura, mantendo uma boa postura de realização. A saída do círculo então, é feita com a passagem da perna direita abaixo da esquerda. Ainda, a perna (direita) deve efetuar um longo trajeto permitindo ao ginasta terminar seu círculo em posição de tábua (reto).

### Biomecânica
O centro de gravidade do ginasta deve efetuar um leve círculo em torno de seus apoios. Esta trajetória deve ser similar a de um círculo clássico já que a saída de pernas não deve mudar os apoios do executante. No nível dos apoios, o ginasta deve tentar acelerar a fixação das mãos e assim manter o afastamento das pernas necessário ao bom resultado técnico e a qualidade estética do elemento.

### Muscular
O trabalho que existe no nível dos membros superiores reagrupa o conjunto de ações musculares: Nas passagens em apoios faciais e dorsais, passando pelas situações de apoio único sobre as mãos direita ou esquerda, o ginasta deve alternativamente trabalhar em anti-pulsão (parte baixa), retro-pulsão, em abduction (movimento que esconde um membro ou uma parte não importando o plano médio do corpo), em adduction (movimento que aproxima um membro do plano que consegue visualizar o corpo).
A partir desta função nota-se que o círculo de Thomas é antes de tudo um elemento de apoio, de braços. O trabalho de equilíbrio e o trabalho dos músculos nesta parte do corpo é uma das chaves para um bom resultado. Por fim, o conjunto da corrente abdominal (grande direita, transversal, oblíquo) é fortemente necessário no trabalho de conservação da postura como esta de colocação das pernas. Como pré-requisito ainda ressalta-se a flexibilidade, como contribuinte para que se mantenha as pernas separadas.